# 誤った等価関係

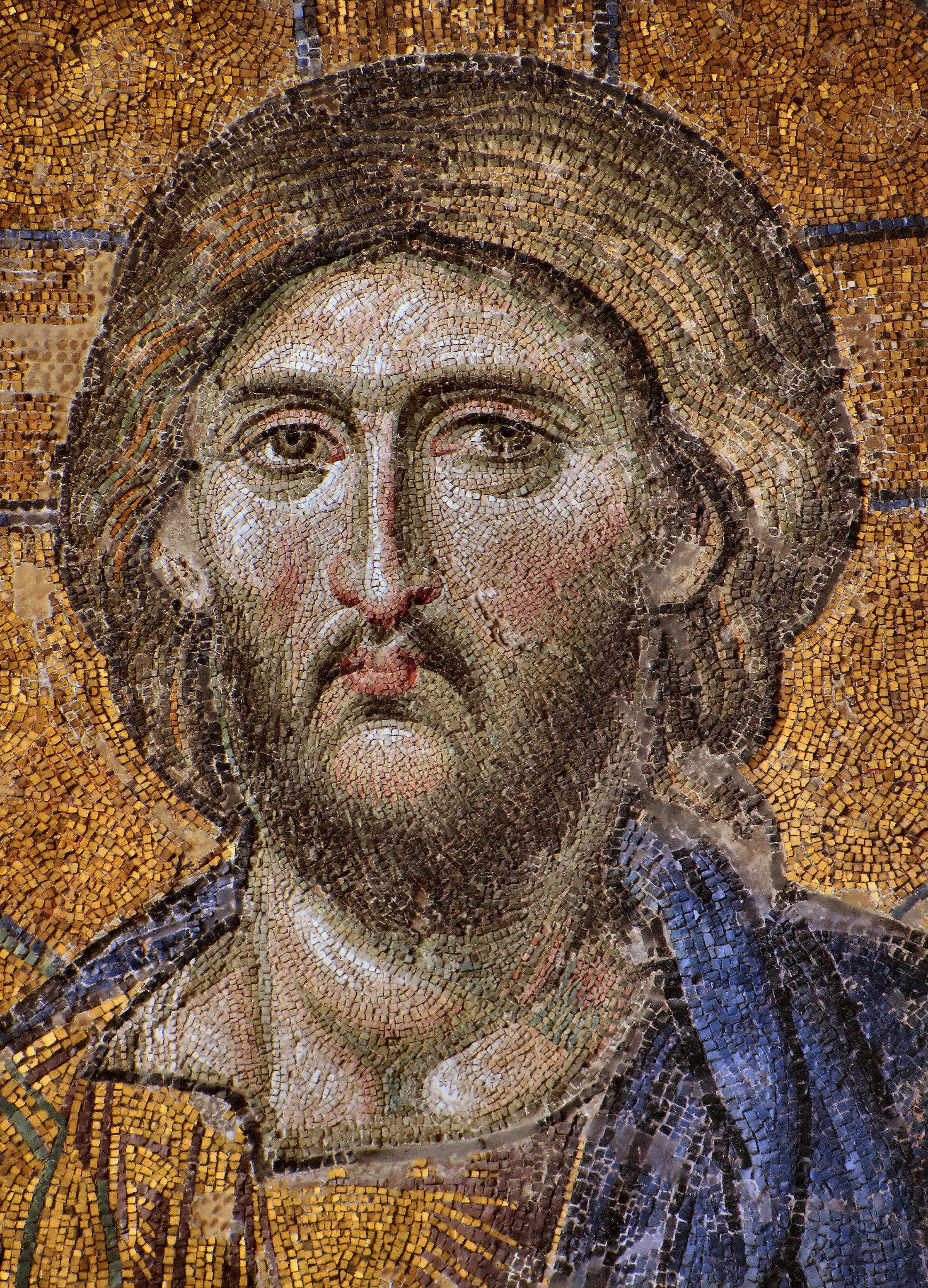
イエス・キリスト
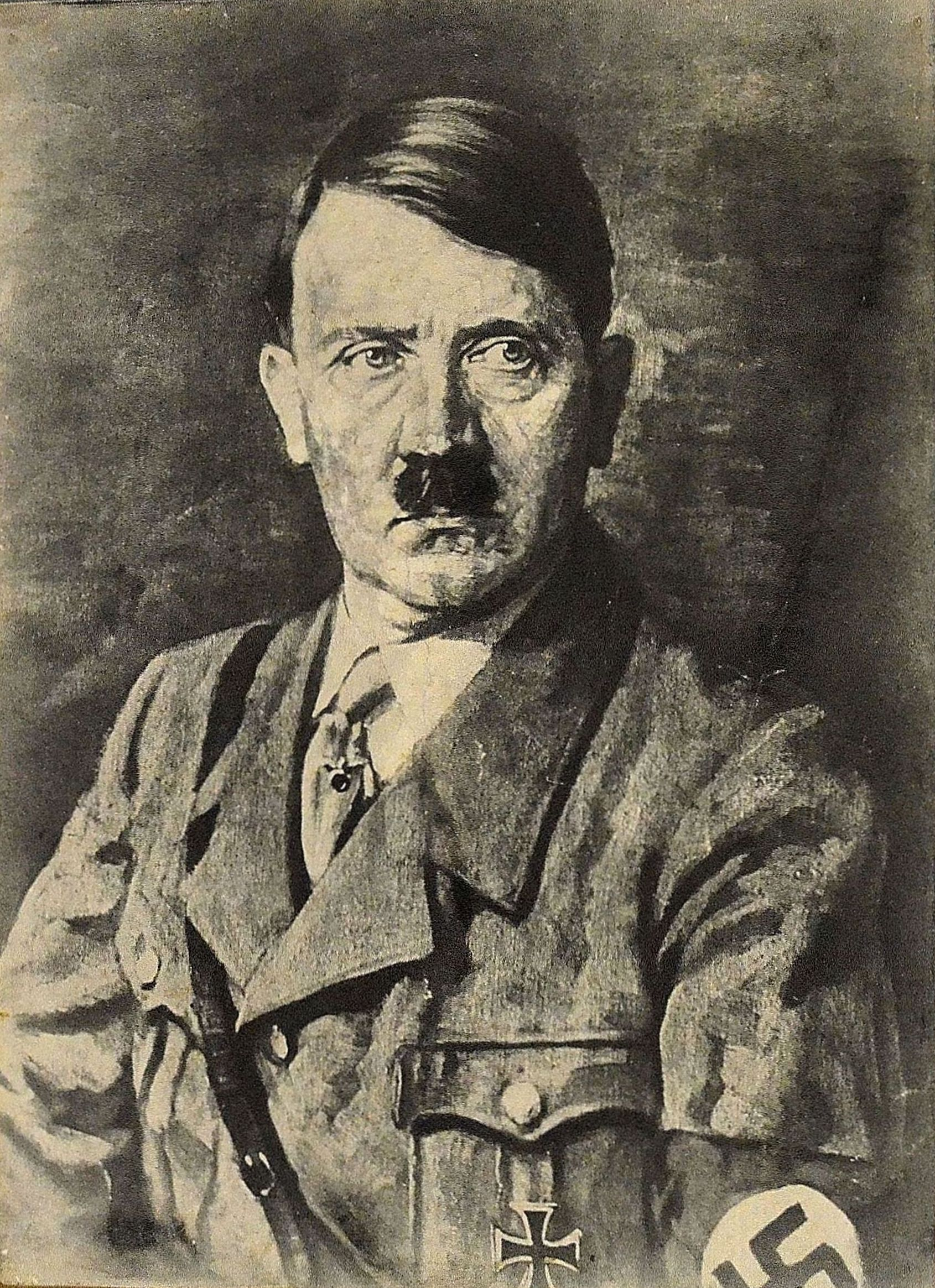
アドルフ・ヒトラー

誤った等価関係（あやまったとうかかんけい、英語: false equivalence）は、論理的誤謬のひとつで、完全に対立する二つの議論について、実際にはそうではないのに、両者が論理的に等価であるかのように扱うこと。この誤謬は、不一致の誤謬 (fallacy of inconsistency) の一種とされる。

## 特徴
このような誤謬が繰り返されるときによくあるのは、二つの主題の間に共通する要素が、特に数量の比較において論理的等価性をもつとみなす推認であり、そのような等価性は論理的な帰結であるとは限らない。誤った等価関係は、逸話として語られるような類似性が等価性を示すものとして提示されはするものの、この類似性は、過剰な単純化や、追加されるべき要素の無視に由来するものに過ぎず、等価性の主張は支持されない。この誤謬のありがちなパターンは、「Aがcとdのセットであり、Bがdとeのセットだとすれば、AとBはいずれもdを含んでおり、両者は等価である (If A is the set of c and d, and B is the set of d and e, then since they both contain d, A and B are equal)」といった形になる。この場合、いずれのセットにも、dが含まれている必然性はないのだが、単に偶然の類似性があるだけで、この誤謬は引き起こされる。
誤った等価関係に基づく議論は、しばしばジャーナリズムや政治の中で用いられており、ある候補者の些細な欠点が、別の候補者の大きな欠点と対比されることがある。

## 事例
誤った等価関係の事例としては、次のようなものが挙げられる。
- 「どちらも化学的エネルギーを代謝をする動物だ。ペットの猫も、ペットのカタツムリも、違いはない。」
（「等価性」はその動物がペットとするのに適しているかどうかとは無関係な要素についてのものに過ぎない。）
- 「ディープウォーター・ホライズン（英語版）の原油流出は、隣人が車のオイル交換中に地面にちょっとオイルを漏らすのと違いはない。」
（量的に桁外れにかけ離れたものを比較している。ディープウォーター・ホライズンが流失させた原油は2.1億ガロン＝米国液量ガロン（およそ7.9億リットル）であるが、隣人がこぼすオイルはせいぜい1パイント（およそ0.5リットル）ほどであろう。[8]）